# 信州の伝統野菜

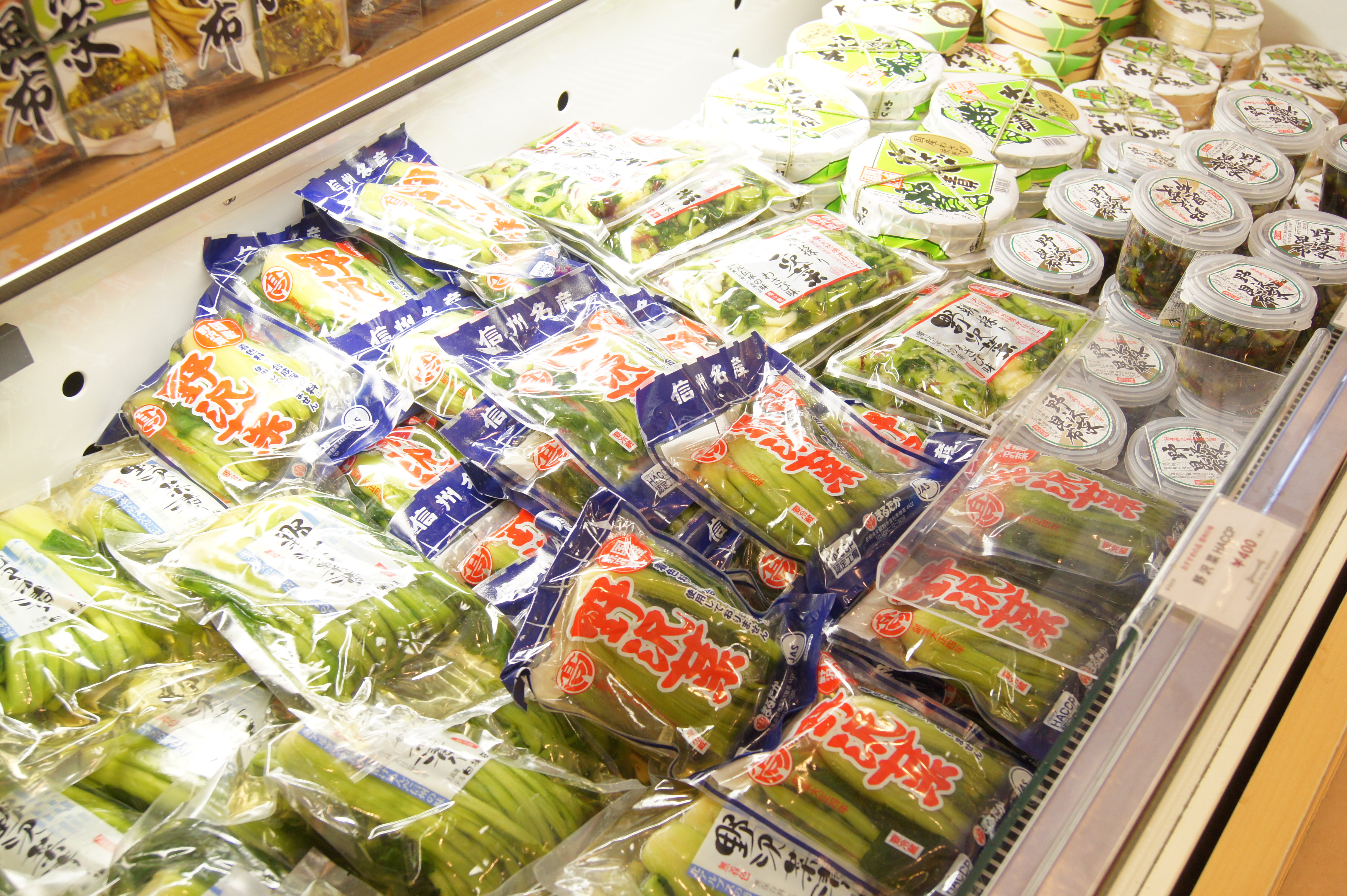
野沢菜漬け

信州の伝統野菜（しんしゅうのでんとうやさい）とは、長野県が実施する「信州伝統野菜認定制度」によって認定された野菜の品目である。1991年（平成3年）の認定開始以来、野沢菜を始めとして現在までに71品目の野菜が認定されている（2015年5月現在）。長野県は地域によって気候や地形の変化に富んでいるため、様々な野菜が栽培されていることも特徴である。

## 定義
「信州の伝統野菜」として選定される品種は、県が設置する信州伝統野菜認定委員会によって認定され、以下の条件を満たすことが要求される。
1. 来歴－地域の気候風土に育まれ、昭和30年代以前から栽培されている品種であること。
2. 食文化－当該品種に関した信州の食文化を支える行事食・郷土食が伝承されていること。
3. 種特性－当該野菜固有の品種特性が明確になっていること。

この基準は野菜の品種自体の選定基準であるが、さらに、種子･種苗、栽培方法、生産体制の三つの生産基準を満たした生産者を認定する伝承地栽培認定基準がある。また、「信州の伝統野菜」を伝統的な製法で調理した加工品に対しても、伝承地栽培認定票の使用認可基準がある。

## 信州伝統野菜認定委員会
生産・流通・消費について専門的な知識を有する委員に県が諮問する信州伝統野菜認定委員会を開催している。令和4年度の委員名簿は以下の通り。
| 氏名       | 所属・肩書                                                                           |
| ---------- | ------------------------------------------------------------------------------------ |
| 上杉壽和   | 全国農業協同組合連合会長野県本部（JA全農長野） 技術審議役                            |
| 清水偉孝   | 清水種苗株式会社代表取締役 （一社）日本種苗協会理事 長野県種苗生産販売協同組合事務局 |
| 土屋智     | (株)R&Cながの青果 執行役員 長野本社野菜部統括マネージャー                            |
| 西村明雄   | （一社）長野県調理師会名誉会長 割烹佐廼春店主                                        |
| 松島憲一   | 信州大学学術研究院（農学系） 植物遺伝育種学研究室 教授                               |
| 横山タカ子 | 料理研究家                                                                           |

## 一覧

### 漬け菜
- 源助蕪菜（げんすけかぶな） - 飯田かぶ菜（いいだかぶな）とも。
- 飯田冬菜（いいだふゆな）
- 稲核菜（いねこきな）
- 木曽菜（きそな）
- 諏訪紅蕪（すわべにかぶ）
- 野沢菜（のざわな）
- 羽広菜（はびろな）

### ねぎ
- 千代ネギ（ちよネギ）
- 松本一本ねぎ（まつもといっぽんねぎ）
- 松代一本ねぎ（まつしろいっぽんねぎ）
- 駒屋ねぎ（こまやねぎ）

### ピーマン・とうがらし
- そら南蛮（そらなんばん）
- ひしの南蛮（ひしのなんばん）
- ぼたんこしょう（ぼたごしょう）
- 鈴ヶ沢南蛮（すずがさわなんばん）

### なす

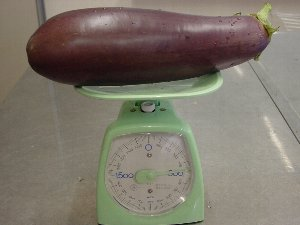
ていざなす

- 小布施丸なす（おぶせまるなす）
- 鈴ヶ沢ナス（すずがさわナス）
- ていざなす

### きゅうり
- 開田きゅうり（かいだきゅうり）
- 伍三郎うり（ごさぶろううり）
- 鈴ヶ沢うり（すずがさわうり）
- 清内路きゅうり（せいないじきゅうり）
- 中根うり（なかねうり）
- 八町きゅうり（はっちょうきゅうり）
- 羽淵キウリ（はぶちきゅうり）
- 番所きゅうり（ばんどころきゅうり）
- 乙事赤うり（おっことあかうり）
- 佐久古太きゅうり（さくこだいきゅうり）
- 松代青大きうり（まつしろあおだいきうり）
- 河童瓜（かっぱうり）

### かぼちゃ
- 清内路かぼちゃ（せいないじかぼちゃ）
- 糸萱かぼちゃ（いとかやかぼちゃ）

### うり
- 沼目越瓜（ぬまめしろうり）
- 本しま瓜（ほんしまうり）
- 松本越瓜（まつもとしろうり）

### いちご
- 御牧いちご（みまきいちご）

### いんげんまめ
- 穂高いんげん（ほたかいんげん）

### ゆうがお
- 内鎌ゆうがお（ないがまゆうがお）

### とうもろこし
- もちもろこし

### ばれいしょ
- くだりさわ
- 下栗芋（しもぐりいも、下栗二度芋）
- 清内路黄いも（せいないじきいも）
- 平谷いも（ひらやいも）
- むらさきいも

### だいこん
- 上野大根（うえのだいこん）
- 親田辛味大根（おやだからみだいこん）
- 切葉松本地大根（きればまつもとじだいこん）
- たたら大根（たたらだいこん）
- 戸隠大根（とがくしだいこん、戸隠おろし）
- ねずみ大根（ねずみだいこん）
- 灰原辛味大根（はいばらからみだいこん）
- 前坂大根（まえさかだいこん）
- 牧大根（まきだいこん）
- 山口大根（やまぐちだいこん）
- 上平大根（わってらだいこん）
- 後山地大根（うしろやまぢだいこん）

### かぶ
- 赤根大根（せいないじだいこん） - 清内路蕪（せいないじかぶ）とも。
- 芦島蕪（あしじまかぶ）
- 王滝蕪（おおたきかぶ）
- 開田蕪（かいだいかぶ）
- 細島蕪（ほそじまかぶ）
- 保平蕪（ほだいらかぶ）
- 三岳黒瀬蕪（みたけくろせかぶ）
- 吉野蕪（よしのかぶ）

### ごぼう
- 常盤牛蒡（ときわごぼう）
- 村山早生牛蒡（むらやまわせごぼう）

### さといも
- あかたつ - 唐芋（とうのいも）とも。
- 坂井芋（さかいいも）

### にんにく
- 下條にんにく（しもじょうにんにく）
- 清内路にんにく（せいないじにんにく）

### わさび

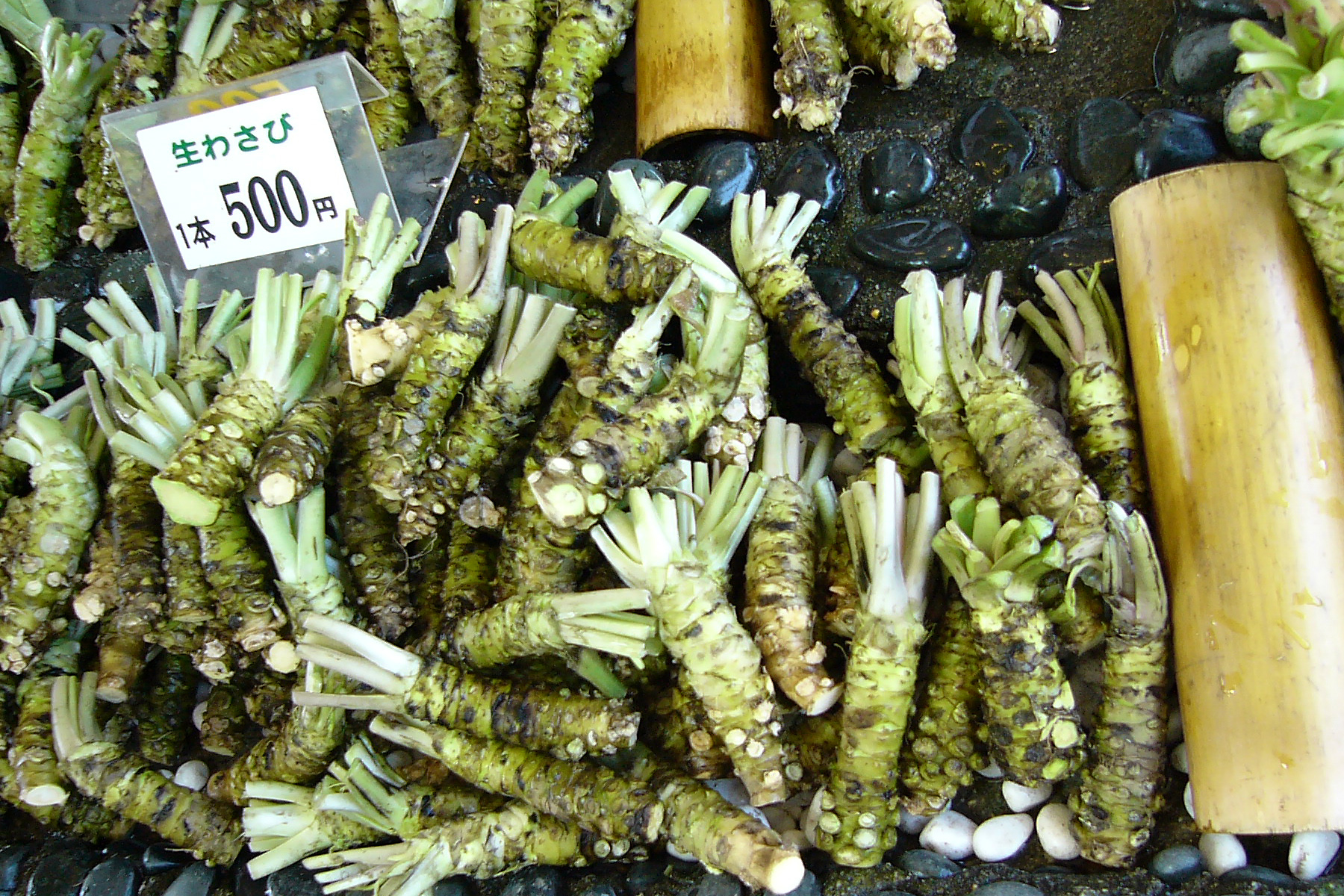
大王わさび農場のわさび

- 穂高山葵（ほたかわさび） - 安曇野わさび（あづみのわさび）とも。